# パンチ (AV監督)
パンチ（1970年7月20日 - ）は、日本のAV監督である。

## 人物・来歴
AV監督以前は、30歳まで社長秘書兼ボディーガードという異色の経歴の持ち主。パンチという監督名は以前プロボクサーという経歴から命名された。
日本のアダルトビデオメーカー『ディープス』入社後、フリーのAV監督に。
ディープス代表の久保直樹ことAV監督マメゾウの哲学を受け継ぎ、日本素人ナンパAVの金字塔『マジックミラー号』シリーズをはじめとする素人ナンパモノ作品を数多く監督。
なお、最近はセックスカウンセラーとしても活動をしている。2009年12月頃より自主制作AVメーカーぱんちかを始めた。